# جوردن وود
جوردن وود (بالإنجليزية: Jordan Wood)‏ هو راكب الكنو أسترالي، ولد في 1 أغسطس 1994.

## وصلات خارجية
- جوردن وود على موقع الاتحاد الدولي للكانو (الإنجليزية)
- جوردن وود على موقع أوليمبيديا (الإنجليزية)
- جوردن وود على موقع اللجنة الأولمبية الأسترالية (الإنجليزية)